# Брођанци
Брођанци су насељено место у саставу општине Бизовац у Осјечко-барањској жупанији, Република Хрватска.

## Историја
До територијалне реорганизације у Хрватској налазили су се у саставу старе општине Валпово.

## Становништво
На попису становништва 2011. године, Брођанци су имали 547 становника.

## Попис1991.
На попису становништва 1991. године, насељено место Брођанци је имало 668 становника, следећег националног састава:
| Попис 1991.‍  | Попис 1991.‍  | Попис 1991.‍ | Попис 1991.‍ | Попис 1991.‍ |
| ------------ | ------------ | ----------- | ----------- | ----------- |
|              |              |             |             |             |
| Хрвати       | Хрвати       |             | 630         | 94,31%      |
| Југословени  | Југословени  |             | 14          | 2,09%       |
| Срби         | Срби         |             | 5           | 0,74%       |
| Словенци     | Словенци     |             | 4           | 0,59%       |
| Мађари       | Мађари       |             | 1           | 0,14%       |
| Муслимани    | Муслимани    |             | 1           | 0,14%       |
| неопредељени | неопредељени |             | 5           | 0,74%       |
| непознато    | непознато    |             | 8           | 1,19%       |
| укупно: 668  |              |             |             |             |